# Hora Mare
Hora Mare – wieś w Rumunii, w okręgu Caraș-Severin, w gminie Cornereva. W 2011 roku liczyła 89 mieszkańców. 